# Secretaria de Avaliação, Planejamento, Energia e Loteria
A Secretaria de Avaliação, Planejamento, Energia e Loteria (Secap) do Ministério da Economia foi criada em 2019 no governo do Presidente Jair Bolsonaro para substituir a extinta Secretaria de Acompanhamento Fiscal, Energia e Loteria (Sefel) do antigo Ministério da Fazenda.

## Histórico
Seu primeiro secretário foi o economista Alexandre Manoel Angelo da Silva, que, no ano de 2019, conduziu a institucionalização do CMAP e a coordenação e construção do PPA. Neste, definiu-se que a avaliação das políticas públicas do governo federal serão feitas anualmente, por critérios previamente determinados, a partir de Programas Finalísticos do PPA, representando a integração do ciclo orçamentário por meio da conexão entre a avaliação e o planejamento.
Ademais, os resultados das avaliações e de suas recomendações darão informações e suporte ao restante do ciclo orçamentário, ou seja, ao controle e à execução financeira e orçamentária.
Ainda, em 2019, o Novo Mercado de Gás, programa que marca o início da abertura à concorrência do mercado brasileiro de gás natural, assim como o processo de concessão da Loteria Instantânea exclusiva (Lotex), que promove a concorrência no mercado nacional de loteria, quebrando um monopólio federal que perdurava desde 1962.

## Funções
A Secap está incumbida das seguintes funções:
- Avaliação e monitoramento das políticas públicas, atuando como secretaria executiva do Conselho de Monitoramento e Avaliação de Políticas Públicas (CMAP), que avalia as políticas selecionadas anualmente do Plano Plurianual (PPA);
- Planejamento das políticas públicas do governo federal, atuando na coordenação e construção do PPA, com a função de aprimorar a ação governamental;
- Formulação e acompanhamento de políticas públicas do setor de energia, exercendo as competências relativas à promoção da concorrência;
- Governança de prêmios e sorteios, executando a regulação de loterias, promoção comercial e captação antecipada de poupança popular, com vistas à defesa da concorrência.